# 18th Royal Hussars

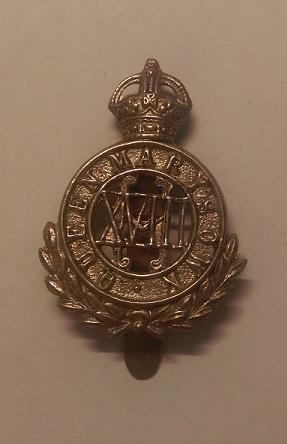
Mützenabzeichen der 18th Hussars

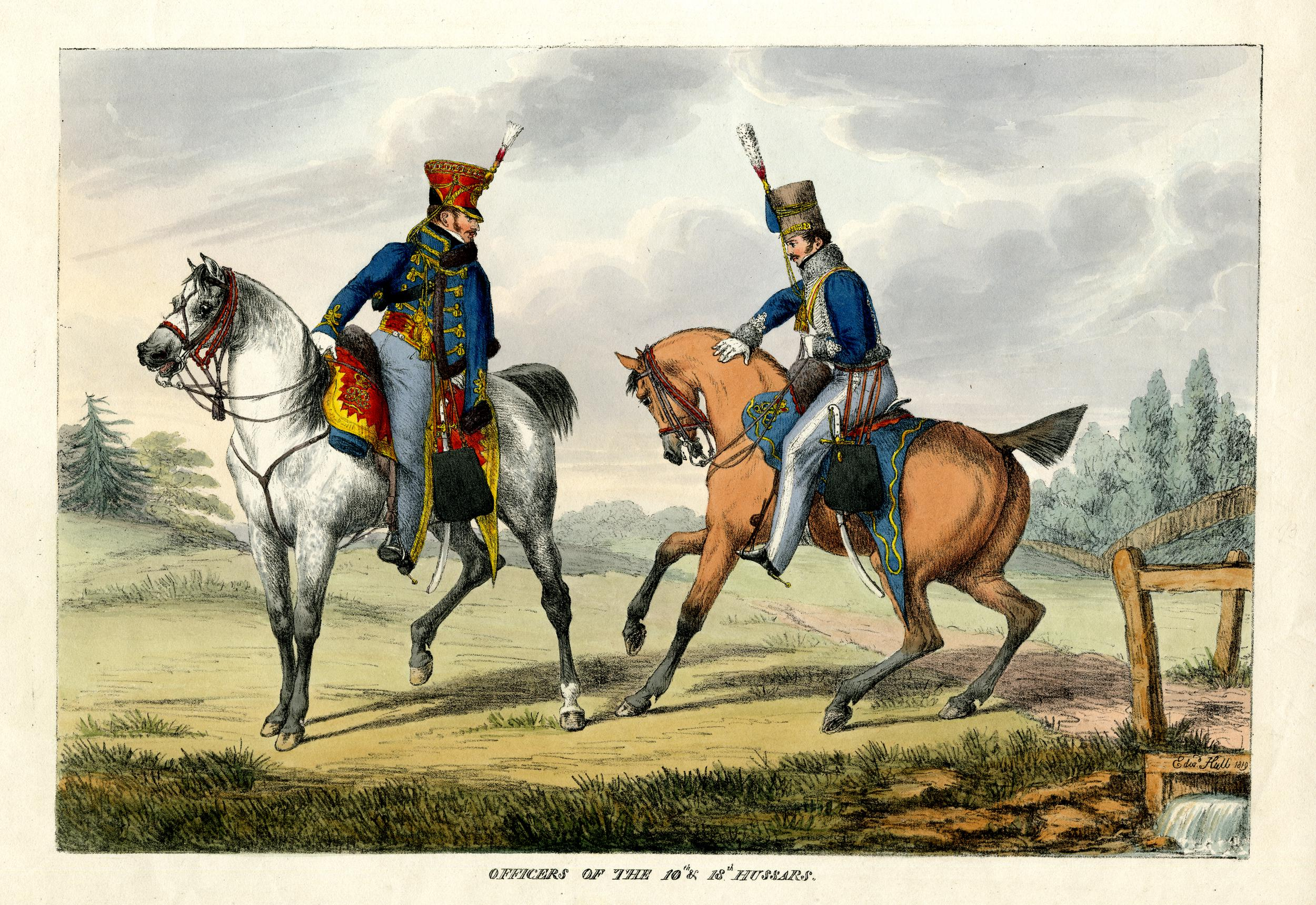
Offizier der 18th Hussars (rechts) mit einem Offizier der 10th Hussars, 1819

Die 18th Royal Hussars (Queen Mary’s Own) waren ein leichtes Kavallerieregiment der britischen Armee. Es bestand von 1759 bis 1821 und von 1858 bis 1922.

## Geschichte
Das Regiment wurde am 7. Dezember 1759 in Irland von Charles Moore, 6. Earl of Drogheda, als 19th Regiment of (Light) Dragoons gegründet. 1763 wurde es zu 18th Regiment of (Light) Dragoons, 1766 zu 4th Regiment of Light Dragoons und 1769 zu 18th Regiment of (Light) Dragoons umbenannt. Im Januar 1805 erhielt es zu Ehren von König Georg III. zu 18th (King’s Irish) Regiment of (Light) Dragoons umbenannt. Die Rolle des Regiments wurde am 24. Dezember 1807 von leichten Dragonern zu Husaren geändert und das Regiment zu 18th (King’s Irish) Regiment of (Light) Dragoons (Hussars) umbenannt. Nach dem Ende der Koalitionskriege wurde das Regiment am 10. September 1821 aufgelöst.
Am 23. Februar 1858 wurde das Regiment als 18th Regiment of (Light) Dragoons in Leeds neu aufgestellt und übernahm dabei die Tradition des 1821 aufgelösten Regiments. Am 17. August 1861 wurde die Rolle des Regiments erneut zu Husaren geändert und das Regiment zu 18th Hussars umbenannt. Am 1. August 1903 wurde das Regiment zu Ehren von Mary, Princess of Wales, zu 18th (Princess of Wales’s Own) Hussars umbenannt. Am 1. September 1905 wurde der Name des Regiments zu 18th (Victoria Mary, Princess of Wales’s Own) Hussars erweitert und nachdem Mary am 6. Mai 1910 als Queen Consort aufgestiegen war, am 1. November 1910 zu 18th (Queen Mary’s Own) Hussars angepasst. Am 21. Juli 1919 wurde der Name zu 18th (Queen Mary’s Own) Royal Hussars erweitert und am 1. Januar 1921 zu 18th Royal Hussars (Queen Mary’s Own) umgestellt.
Am 9. November 1922 wurde das Regiment mit den 13th Hussars zu den 13th/18th Hussars verschmolzen. Dieses wurde 1992 mit den 15th/19th The King’s Royal Hussars zum Regiment Light Dragoons verschmolzen. Die Light Dragoons führen seither die Tradition der 18th Royal Hussars bis heute weiter.

## Regimental Colonels
Der Regimentsgründer führte das Regiment zunächst als Lieutenant-Colonel Commandant und wurde 1762 zum Colonel of the Regiment erhoben. Colonels of the Regiment waren:
- 1762–1821: Field Marshal Charles Moore, 6. Earl of Drogheda (ab 1791 1. Marquess of Drogheda)

- 1858–1864: Lieutenant-General Edward Byam
- 1864–1870: General Sir Charles Routledge O’Donnell
- 1870–1874: General Sir Edward Cooper Hodge
- 1874–1885: General Sir Thomas Westropp McMahon, 3. Baronet
- 1885–1891: Lieutenant-General Sir William Drysdale
- 1891–1892: Lieutenant-General Richard Knox
- 1892–1904: General Sir Alexander George Montgomery Moore
- 1904–1913: Major-General Thomas Phillips
- 1913–1922: Major-General Sir John Palmer Brabazon

## Battle Honours
Dem Regiment wurden folgende Battle Honours verliehen (englische Originalbezeichnungen):
- Peninsula
- Waterloo
- Defence of Ladysmith
- South Africa 1899–1902
- Mons
- Le Cateau
- Retreat from Mons
- Marne 1914
- Aisne 1914
- La Bassée 1914
- Messines 1914
- Armentières 1914
- Ypres 1914 ’15
- Gravenstafel
- St. Julien
- Frezenberg
- Bellewaarde
- Somme 1916 ’18
- Flers-Courcelette
- Arras 1917
- Scarpe 1917
- Cambrai 1917 ’18
- St. Quentin
- Rosières
- Amiens
- Albert 1918
- Hindenburg Line
- Pursuit to Mons
- France and Flanders 1914–18